# KTM 950 Adventure
La KTM 950 Adventure  es una motocicleta del tipo doble propósito fabricado por la compañía austriaca KTM entre los años 2003 y 2005 y se comercializó en dos modelos, KTM 950 Adventure y KTM 950 Adventure S. Es impulsada por un motor DOHC, cuatro tiempos de 942 cc refrigerado por líquido de cuatro tiempos en V a 75°, el cual produce alrededor de 102 HP (75 kW). Fue sustituida por la KTM 990 Adventure.

## Historia
La historia de KTM 950 Adventure comenzó en 1992. Ese año, un especial llamado "Bepono", desafiaba construir, para la serie alemana BoTT, donde se presentaron dos estudiantes de ingeniería combinando un par de cilindros de un KTM LC4 "monocilindrica" en un cárter especial, se mostró en el stand de KTM en el IFMA Show en Colonia. Sin embargo, eso fue solo un adelanto, como fue la segunda vez en 1996, cuando se reveló que la oficina de diseño con sede en Stuttgart  Kraft Technik , había sido encargada por KTM para producir un diseño para un motor en V para "Hard Enduro", posiblemente usando el motor V-twin  RSV900 Rotax  de 60 grados en ese momento en desarrollo para Aprilia. Sin embargo, la empresa italiana se negó a compartirlo con sus vecinos austriacos. Otra alternativa para KTM era el motor V-twin de 60 grados "Folan" sueco que ya existía, sin embargo, también fue abortado una vez que KTM había sido lanzado con éxito en el mercado de valores.
A principios de 1998, a medida que la compañía crecía en fuerza y la necesidad de expandir su gama de cilindros individuales con una línea de productos de cilindros gemelos, el nuevo V-twin se convirtió en una prioridad. El ingeniero jefe Wolfgang Felber realizó estudios preliminares de formatos de motores de dos cilindros y conceptos de vehículos.

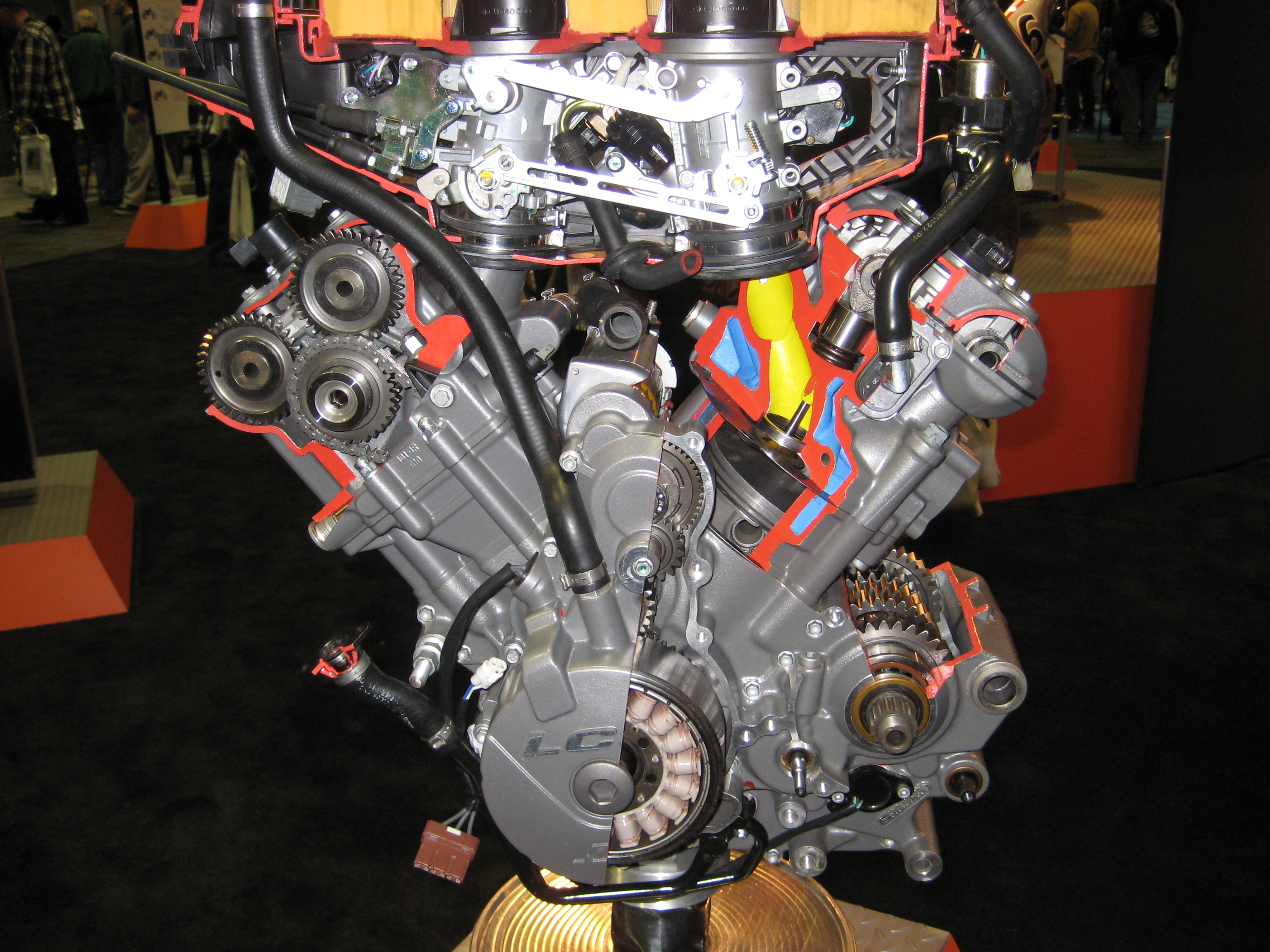
Motor KTM LC8

En agosto de 1998, se tomó la decisión de utilizar un diseño de doble V-twin de 75 grados, pero con especial énfasis en el peso ligero y, especialmente, la construcción compacta. Para hacerlo, KTM decidió asumir todo el proceso de I+D internamente y contrató a "Claus Holweg" como Gerente de Proyecto de sus rivales austriacos, "Rotax".
El nuevo motor llamado LC8 estaba completo y tuvo su primer dinamómetro el 11 de agosto de 1999 en exactamente 12 meses desde el inicio.
Después del exitoso desarrollo del motor, llegó el momento de diseñar el cuerpo del 950 Adventure.

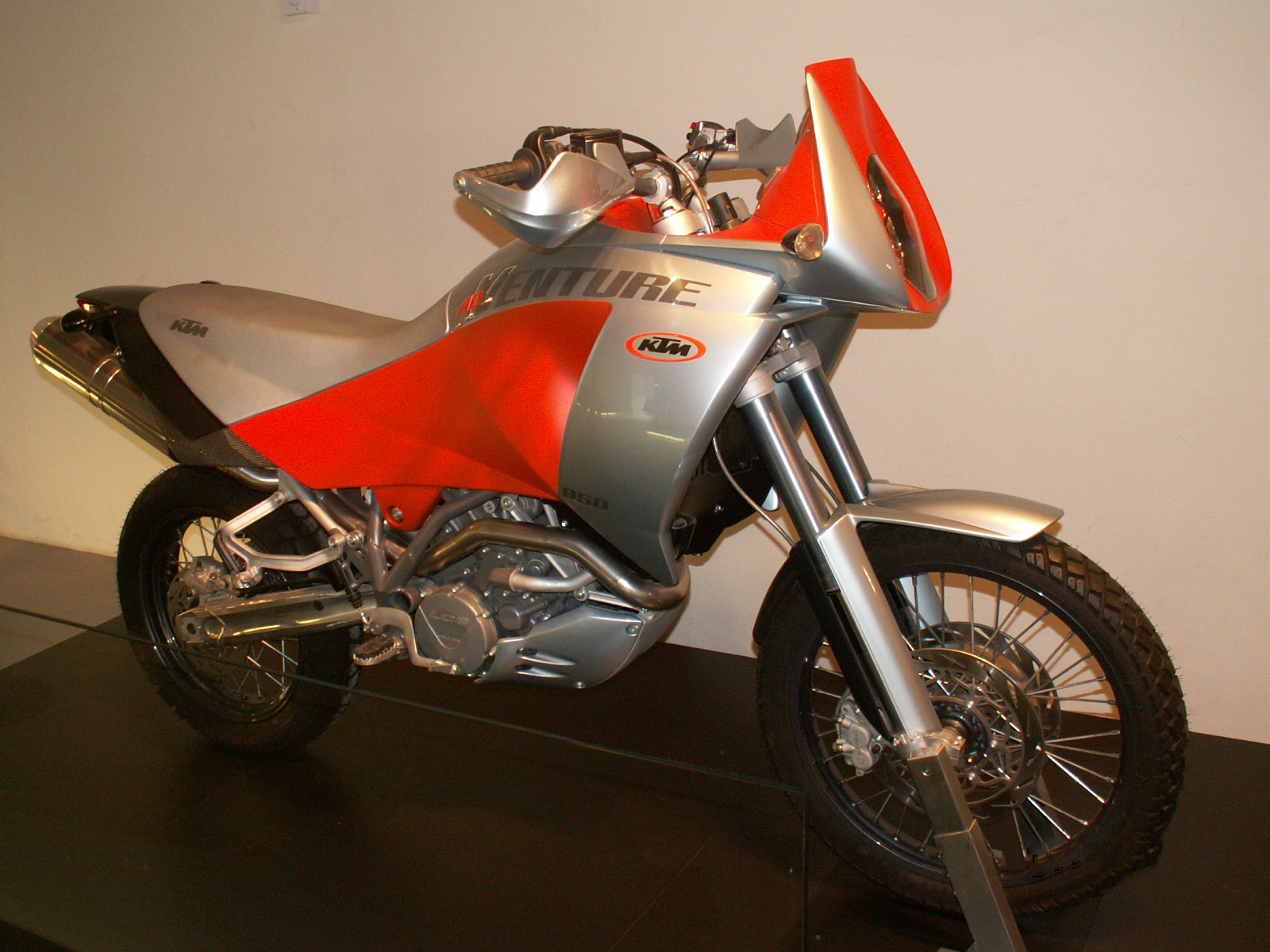
Prototipo KTM Adventure

Los departamentos de desarrollo y gestión de KTM reúnen a diseñadores y creadores de modelos para establecer un concepto. El diseño del prototipo final fue completado por Kiska, el socio de diseño de KTM, y presentado en la exposición de motocicletas de Múnich en 2000.
Después de los votos críticos, el CEO de KTM Stefan Pierer decidió rechazar el primer borrador de la aventura, excepto algunos pequeños detalles, chasis y motor.
Los diseñadores de KTM fueron innovadores al definir un diseño nunca visto, líneas tensas y discontinuas con un carenado muy angular. Para el diseño, los ingenieros pidieron ayuda al piloto de rally Fabrizio Meoni.
A principios de 2001, los ingenieros construyeron rápidamente los carenados con clasificaciones definidas por Meoni y pronto, en febrero de 2001, comienza las pruebas de Aventura en condiciones reales en Túnez.
Más tarde ese año, Fabrizio Meoni gana Rally de los Faraones 2001 seguida de la primera victoria para la fábrica en el Rally Dakar de 2002, confirmando que 950 Adventure estaba lista.
La forma casi final del 950 Adventure se presentó formalmente en la feria Intermot 2003. La producción en masa del LC8 comienza en febrero de 2003.
En 2006, KTM dejó de producir 950 Adventure. El sucesor fue KTM 990 Adventure que tenía un poco más de desplazamiento del motor e inyectores de combustible en lugar de carburadores.

## Suspensión
Las suspensiones delantera y trasera fueron hechas por WP. Las suspensiones delanteras (también conocidas como horquillas) permiten el ajuste de compresión en la parte inferior, así como los ajustes de amortiguación en la parte superior de las horquillas. La precarga del resorte se puede ajustar en la tapa superior de las horquillas.
La suspensión trasera (mono amortiguador) tiene un ajuste de rebote en la parte inferior del amortiguador. La amortiguación de alta/baja velocidad se puede ajustar mediante un dial de control y un hexágono de 14 mm en la parte superior. (Vale la pena señalar que la amortiguación de alta/baja velocidad se refiere a la velocidad de compresión del resorte, no a la velocidad de la motocicleta).
El amortiguador trasero en todos los modelos de aventura de 950 y posteriormente en la 990 tiene un ajuste de precarga hidráulica accesible con una perilla en el lado izquierdo de la motocicleta. La versión KTM 950 Super Enduro R tiene una tuerca mecánica grande que comprime el resorte.

### Recorridos de la Suspensión
El recorrido de la suspensión delantera y trasera fue cambiado por KTM a lo largo de los años en que estuvo en producción. La altura del asiento y la distancia al suelo se vieron afectados posteriormente.
| Año  | Modelo             | Recorridos de la Suspensión                   | Seat height, unloaded | Distancia al suelo, descargada |
| ---- | ------------------ | --------------------------------------------- | --------------------- | ------------------------------ |
| 2003 | 950 Adventure      | 230 mm (9,1 plg)                              | 880 mm (34,6 plg)     | 281 mm (11,1 plg)              |
| 2003 | 950 Adventure S    | 265 mm (10,4 plg)                             | 915 mm (36,0 plg)     | 316 mm (12,4 plg)              |
| 2004 | 950 Adventure      | 230 mm (9,1 plg)                              | 880 mm (34,6 plg)     | 281 mm (11,1 plg)              |
| 2004 | 950 Adventure S    | 265 mm (10,4 plg)                             | 915 mm (36,0 plg)     | 316 mm (12,4 plg)              |
| 2005 | 950 Adventure      | 210 mm (8,3 plg)                              | 860 mm (33,9 plg)     | 261 mm (10,3 plg)              |
| 2005 | 950 Adventure S    | 245 mm (9,6 plg)                              | 895 mm (35,2 plg)     | 296 mm (11,7 plg)              |
| 2006 | 950 Adventure      | 210 mm (8,3 plg)                              | 860 mm (33,9 plg)     | 261 mm (10,3 plg)              |
| 2006 | 950 Adventure S    | 245 mm (9,6 plg)                              | 895 mm (35,2 plg)     | 296 mm (11,7 plg)              |
| 2007 | 990 Adventure      | 210 mm (8,3 plg)                              | 860 mm (33,9 plg)     | 261 mm (10,3 plg)              |
| 2007 | 990 Adventure S    | 265 mm (10,4 plg)                             | 915 mm (36,0 plg)     | 316 mm (12,4 plg)              |
| 2008 | 990 Adventure      | 210 mm (8,3 plg)                              | 860 mm (33,9 plg)     | 261 mm (10,3 plg)              |
| 2008 | 990 Adventure S    | 265 mm (10,4 plg)                             | 915 mm (36,0 plg)     | 316 mm (12,4 plg)              |
| 2009 | 990 Adventure      | 210 mm (8,3 plg)                              | 880 mm (34,6 plg)     | 261 mm (10,3 plg)              |
| 2009 | 990 Adventure R    | 265 mm (10,4 plg)                             | 920 mm (36,2 plg)     | 316 mm (12,4 plg)              |
| 2010 | 990 Adventure      | 210 mm (8,3 plg)                              | 880 mm (34,6 plg)     | 261 mm (10,3 plg)              |
| 2010 | 990 Adventure R    | 265 mm (10,4 plg)                             | 920 mm (36,2 plg)     | 316 mm (12,4 plg)              |
| 2011 | 990 Adventure      | 210 mm (8,3 plg)                              | 880 mm (34,6 plg)     | 261 mm (10,3 plg)              |
| 2011 | 990 Adventure R    | 245 mm (9,6 plg)                              | 905 mm (35,6 plg)     | 301 mm (11,9 plg)              |
| 2006 | 950 Super Enduro R | 250 mm (9,8 plg) front 255 mm (10,0 plg) rear | 965 mm (38,0 plg)     | 330 mm (13,0 plg)              |
| 2008 | 950 Super Enduro R | 250 mm (9,8 plg) front 255 mm (10,0 plg) rear | 965 mm (38,0 plg)     | 330 mm (13,0 plg)              |

## Modificaciones
| Año  | 950 Adventure              | 950 Adventure S                                                                  | Cambios |
| ---- | -------------------------- | -------------------------------------------------------------------------------- | --- |
| 2003 | Gris-Negro                 | Naranja                                                                          | N\A |
| 2004 | Gris-Negro, Negro, Naranja | Colores azul-naranja de Rally Raid Gauloises eslogan ¡Equipo con 'GO !!!!!!!!!!! | - Carenado de parabrisas más oscuro - El guardabarros delantero está pintado uniformemente con el color dominante del cuerpo - Protección del tanque en la parte inferior - Las llantas son completamente negras |
| 2005 | Negro, naranja             | Azul-Naranja, pero eslogan eliminado                                             | - Motor: el eje multipropósito, el embrague se modifica para reducir el ruido mecánico - El carburador está equipado con calentadores eléctricos (para evitar la congelación en climas fríos) - El recorrido de la suspensión se reduce en 20 mm (de 230 a 210 mm y de 265 a 245 mm en el modelo S) - La rueda delantera ahora es más resistente al uso fuera de carretera - Pase de llanta trasera de 4.00 "a 4.25" - Los pistones de la pinza trasera de freno ahora tienen protección térmica - El sillín ha sido rediseñado y se utilizó espuma diferente para obtener una mayor comodidad - Protección térmica del colector de escape antes de alargar el cilindro. - Se agregó una protección contra salpicaduras (que protege el elemento eléctrico colocado frente a la caja de aire) debajo del marco detrás de la columna de dirección - Una nueva cubierta de ventilador que se enfría para redirigir mejor el aire de escape y menos calor en la rodilla izquierda del conductor |